# District de Moutier

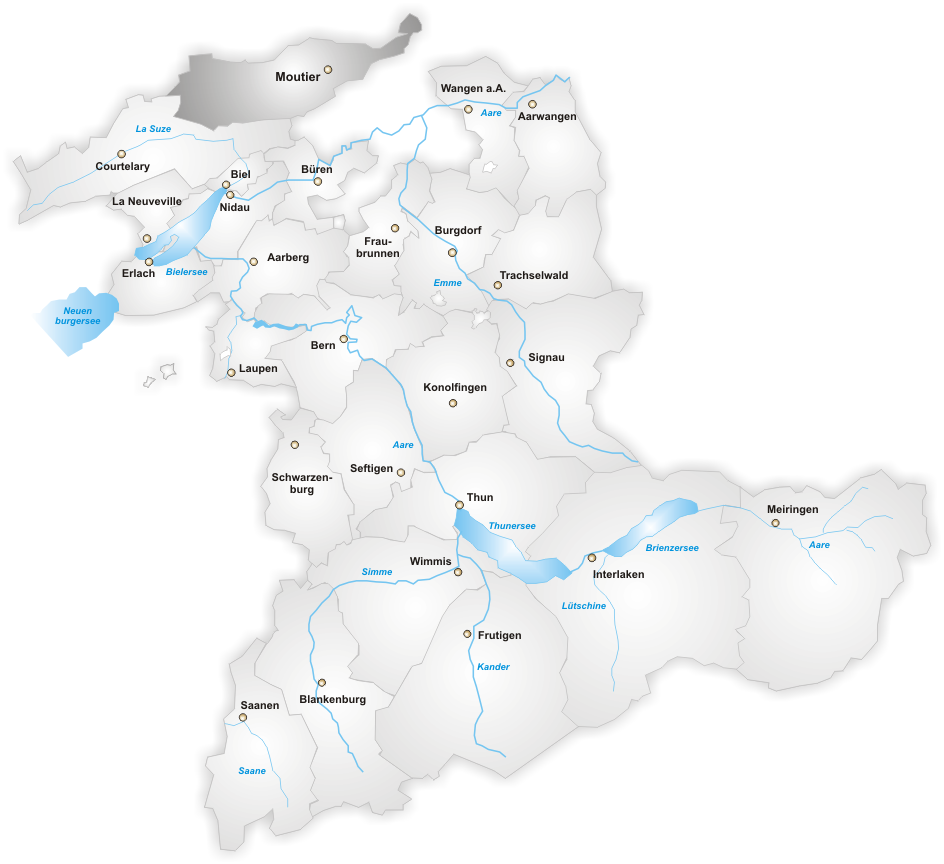
District de Moutier

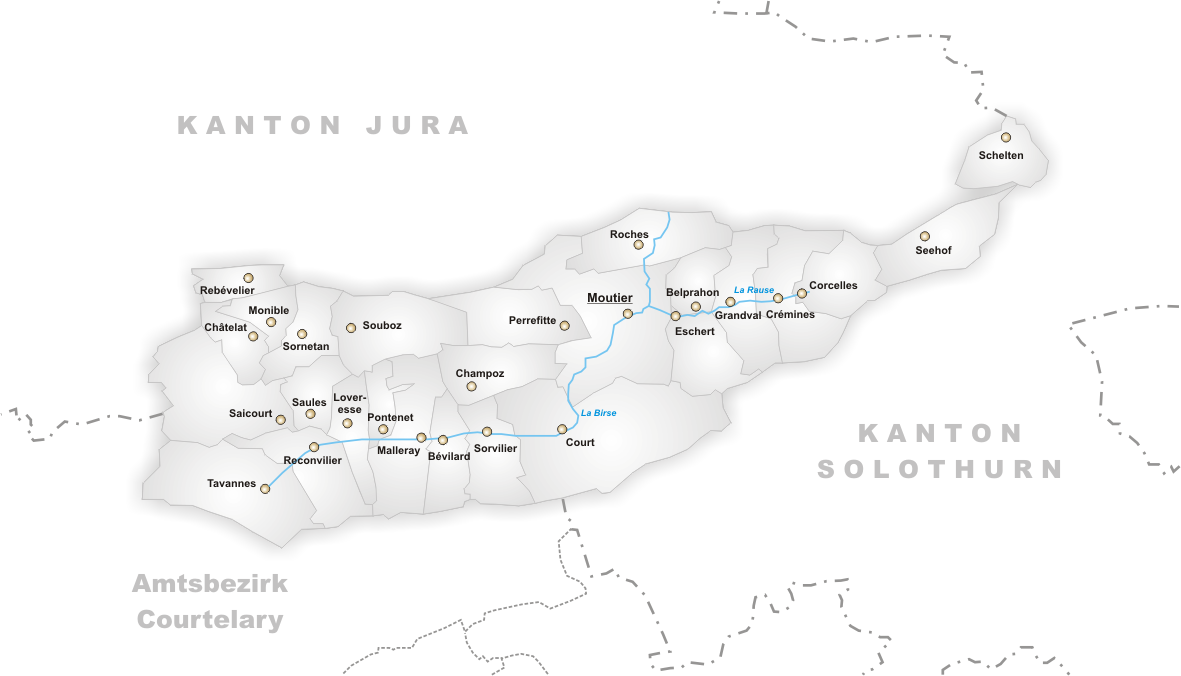
Communes du district de Moutier

Le district de Moutier est l'un des 26 districts du canton de Berne en Suisse. Depuis le 1er janvier 2010, il coexiste avec l'arrondissement administratif du Jura bernois. Son périmètre sert notamment à délimiter la circonscription électorale pour l'élection au Conseil du Jura bernois.
Il est l'un des 3 districts entièrement francophones du canton de Berne et constitue la région du Jura bernois avec les 2 autres districts francophones du canton, le district de Courtelary et le district de La Neuveville. La commune de Moutier est le chef-lieu. Celui-ci a une population de 23 017 habitants au 31 décembre 2005. Sa superficie est de 217 km2.
Avant 2018, il comptait 26 communes :
| Commune     | Habitants (2004) | Superficie |
| ----------- | ---------------- | ---------- |
| Belprahon   | 327              | 379        |
| Bévilard    | 1723             | 563        |
| Champoz     | 165              | 711        |
| Châtelat    | 127              | 409        |
| Corcelles   | 217              | 678        |
| Court       | 1355             | 2460       |
| Crémines    | 534              | 935        |
| Elay        | 82               | 842        |
| Eschert     | 368              | 656        |
| Grandval    | 345              | 821        |
| Loveresse   | 318              | 464        |
| Malleray    | 1897             | 1035       |
| Monible     | 39               | 339        |
| Moutier     | 7601             | 1953       |
| Perrefitte  | 508              | 867        |
| Pontenet    | 199              | 274        |
| Rebévelier  | 49               | 352        |
| Reconvilier | 2342             | 823        |
| Roches      | 242              | 897        |
| Saicourt    | 591              | 1375       |
| Saules      | 167              | 425        |
| La Scheulte | 53               | 561        |
| Sornetan    | 128              | 562        |
| Sorvilier   | 283              | 702        |
| Souboz      | 122              | 1063       |
| Tavannes    | 3319             | 1465       |

En 2018, il était composé de 21 communes :
| Commune     | Habitants (2004) | Superficie |
| ----------- | ---------------- | ---------- |
| Belprahon   | 294              | 379        |
| Champoz     | 170              | 711        |
| Corcelles   | 205              | 678        |
| Court       | 1420             | 2460       |
| Crémines    | 509              | 935        |
| Elay        | 58               | 842        |
| Eschert     | 377              | 656        |
| Grandval    | 404              | 821        |
| Loveresse   | 348              | 464        |
| Moutier     | 7384             | 1953       |
| Petit-Val   | 426              | 2385       |
| Perrefitte  | 463              | 867        |
| Rebévelier  | 41               | 352        |
| Reconvilier | 2317             | 823        |
| Roches      | 201              | 897        |
| Saicourt    | 628              | 1375       |
| Saules      | 151              | 425        |
| La Scheulte | 36               | 561        |
| Sorvilier   | 283              | 702        |
| Tavannes    | 3586             | 1465       |
| Valbirse    | 3975             | 1867       |

## Histoire
À l'origine, l'ancienne République rauracienne se compose de cinq bailliages. L'ancêtre du district de Moutier est alors le bailliage de la Prévôté-Grandval. Le 20 mars 1815, le Congrès de Vienne rattache l'ancienne république au canton de Berne. Ce rattachement devient effectif le 21 décembre de la même année. En 1831, le canton de Berne décide d'institutionnaliser ses territoires en districts, chacun placé sous l'autorité d'un préfet. Ces derniers représentent directement le Conseil-exécutif bernois. Face à l'immensité du canton, cette organisation permet à ses dirigeants d'affirmer leur autorité dans chaque région.
Le district est initialement composé des paroisses de la prévôté de Moutier-Grandval et de la courtine de Bellelay. Cependant, le découpage géographique présente certaines particularités. Il s’étend jusqu’aux portes de Delémont et inclut une enclave dans le val Terbi. Cette singularité s’explique par l’influence de la puissante et riche paroisse de l’abbaye de Moutier-Grandval, qui, au fil des siècles, accumule les possessions des paroisses environnantes.
Depuis son rattachement au canton de Berne, de profondes divergences opposent les Jurassiens aux autorités cantonales. Ces tensions trouvent leur origine dans des différences culturelles, linguistiques, juridiques et religieuses. Connues sous le nom de « Question jurassienne », elles se traduisent, entre 1830 et les années 1920, par diverses luttes en faveur de l'autonomie du Jura, menées par des groupes séparatistes. Toutefois, c’est dès 1947 que ces tensions atteignent leur paroxysme. Cette lutte aboutit aux « nouvelles dispositions constitutionnelles relatives au Jura », approuvées par votation populaire cantonale le 1er mars 1970. Celles-ci définissent les modalités d’une procédure d’autodétermination pour le Jura, structurée en trois étapes successives de « votation en cascade », connues sous le nom de « plébiscite jurassien ».
Le premier plébiscite, organisé le 23 juin 1974, se prononce en faveur de la création d'une République et canton du Jura, intégrant alors le district de Moutier à ce futur canton. Toutefois, selon les modalités du deuxième plébiscite jurassien, qui stipulent que « si, dans l'ensemble des sept districts, la majorité se prononce pour un canton du Jura (oui), les districts ayant donné une majorité négative (non) pourront demander, dans un délai de six mois, un nouveau scrutin leur permettant de décider s'ils veulent adhérer au nouveau canton ou demeurer bernois », une votation est organisée le 16 mars 1975. À cette occasion, les habitants du district de Moutier choisissent à 56 % de rester bernois.
Le troisième plébiscite suit une autre règle : « si, à l’issue des deux premiers votes, un canton du Jura à territoire limité voit le jour, les communes situées à la frontière de ce nouveau canton disposent d’un délai de deux mois pour s’autodéterminer et décider si elles souhaitent ou non y adhérer ». Lors des votations de 7 et 14 septembre 1975, le district de Moutier perd huit communes — Châtillon, Corban, Courchapoix, Courrendlin, Mervelier, Rossemaison, Lajoux et Les Genevez — qui choisissent de rejoindre le canton du Jura, mais gagne une commune, Rebévelier, qui opte pour son rattachement au canton de Berne. Ce découpage suit alors la frontière confessionnelle, la Réforme protestante du XVIe siècle ne dépassant pas la Roche Saint-Jean.
À la suite de la votation cantonale bernoise du 12 mars 1995, de la votation jurassienne du 25 juin 1995 et de la votation populaire fédérale du 10 mars 1996, la commune de Vellerat rejoint le canton du Jura le 1er juillet 1996, réduisant ainsi le district de Moutier d'une commune,.
En 2010, le canton de Berne engage une réforme et supprime les districts au profit de régions administratives. Les trois districts du Jura bernois se trouvent ainsi regroupés en l'Arrondissement administratif du Jura bernois, et le préfet quitte Moutier pour s’établir à Courtelary.
Le 18 juin 2017, la ville de Moutier se prononce sur son appartenance cantonale et approuve, par 51,72 % des voix, de rejoindre le canton du Jura. Après annulation de la consultation, un nouveau vote le 28 mars 2021 confirme le premier par 54,9 % des voix. Le 22 septembre 2024, les citoyens des cantons de Berne et du Jura sont appelés à se prononcer conjointement sur le transfert de la commune de Moutier. Dans le canton de Berne, la votation concerne l'approbation du concordat intercantonal relatif au transfert de Moutier du canton de Berne à celui du Jura, ainsi que la suppression de la mention de « districts » dans la Constitution bernoise. Dans le canton du Jura, le scrutin porte également sur l'approbation du concordat intercantonal, mais aussi sur l'abrogation de l'article 139 de la Constitution jurassienne. En définitive, l'ensemble des propositions soumises au vote a été approuvé. Le 24 novembre 2024, les citoyens jurassiens se prononcent sur l'établissement d'un quatrième district au sein de leur canton : le district de Moutier. Constitué uniquement de la commune de Moutier, ce district permettra à la ville de former une circonscription électorale pour les élections au Parlement jurassien, lui donnant la possibilité d'élire 7 députés sur 60 lors des élections prévues à l'automne 2025. Il s'agit d'une mesure transitoire, d'une durée de cinq ans, car, selon le droit fédéral, la ville est trop petite pour justifier à elle seule la création d'un district. Le Gouvernement examinera diverses options, dont la possibilité d'établir un cercle électoral unique pour l'ensemble du canton. Le résultat s'avère favorable, avec 81,82 % des voix. Le district prendra officiellement fonction le 1er janvier 2026.

## Économie
Au cours du XIXe siècle, profitant de l’essor de l’horlogerie dans l’ensemble de l’Arc jurassien, le district s’industrialise et, dès les années 1880, se spécialise dans la fabrication de machines-outils, un secteur durement frappé par la crise horlogère des années 1870. La métallurgie joue également un rôle majeur, avec les fonderies Von Roll à Choindez et Boillat à Reconvilier.
De nos jours, l'économie du district de Moutier est prioritairement axée sur le secteur secondaire (industrie et bâtiment) qui occupe plus de la moitié de la population. Les 80 % de la production industrielle du district sont exportés.

## Les préfets du District de Moutier
- Emanuel von Rodt Bernhard (1815-1822)
- Sigismond Moreau (1822 -1825)
- Johann Karl Albrecht von Büren (1825 -1831)
- Charles-Henri Moschard (1832 - 1836)
- Daniel-Henri-Célestin Borle (1836 - 1842)
- Charles-Frédéric Klaye (1842 - 1850)
- David Mérillat (1850 - 1858)
- Charles-Frédéric Klaye (1858 - 1870)
- Louis Péteut (1870 - 1901)
- Jean Romy (1901 - 1922)
- Otto Boeschenstein (1922 - 1933)
- Georges Cuttat (1933 - 1943)
- Marcel Bindit (1944 - 1966)
- Roger Macquat (1966 - 1976)
- Fritz Hauri (1977 - 1992)
- Jean-Philippe Marti (1993 - 2009)